# Комендантов, Александр Степанович
Александр Степанович Комендантов (род. 1935) — советский и российский учёный, доктор технических наук, профессор.
Автор более 100 научных статей.

## Биография
Родился 27 января 1935 года в городе Канске Красноярского края.
Окончив Тихоокеанское высшее военно-морское училище имени С. О. Макарова, служил на Тихоокеанском флоте, был командиром «морского охотника», кавалер военных наград. В результате сокращения численности  армии и флота в СССР, в 1958 году поступил на второй курс в Московский энергетический институт, который окончил в 1965 году (Теплоэнергетический факультет). Вступив в КПСС в 1957 году, избирался заместителем секретаря партийной организации МЭИ. Когда в 1962 году в МЭИ был сформирован первый студенческий стройотряд, который отправился в Северный Казахстан, командир отряда Александр Комендантов стал парторгом в его штабе. Комендантов в течение десяти лет командовал строительными отрядами института: в 1963—1964 годах на целине, в 1971—1972 годах в Якутии, в 1973—1974 годах в Хакасии, в 1977—1979 годах с нова в Хакасии.
После защиты диплома в 1965 году, прошел длинный путь от младшего научного сотрудника, ассистента и доцента до профессора, читающего курс лекций по теплообмену в каналах ядерных реакторов. После обучения в аспирантуре у известного ученого Бориса Сергеевича Петухова, в 1971 году защитил кандидатскую диссертацию, а в 1987 году — докторскую. Занимался подготовкой молодых научных работников, которые защитили под его руководством кандидатские диссертации и образовали в научный класс А. С. Комендантова.
Научно-преподавательскую деятельность сочетает с общественной. С 1987 года по настоящее время он возглавляет профсоюзный комитет института.

## Заслуги
- За большой трудовой вклад и плодотворную многолетнюю деятельность был удостоен в 2004 году премии МЭИ «Почет и признание».[6]
- Награжден орденом Трудового Красного Знамени и медалями, в числе которых "За освоение целинных земель", "За трудовое отличие" и "Ветеран труда".
- Награжден почетными знаками Министерства образования СССР, Министерства образования и науки Российской Федерации и Московского энергетического института.